# Tombador

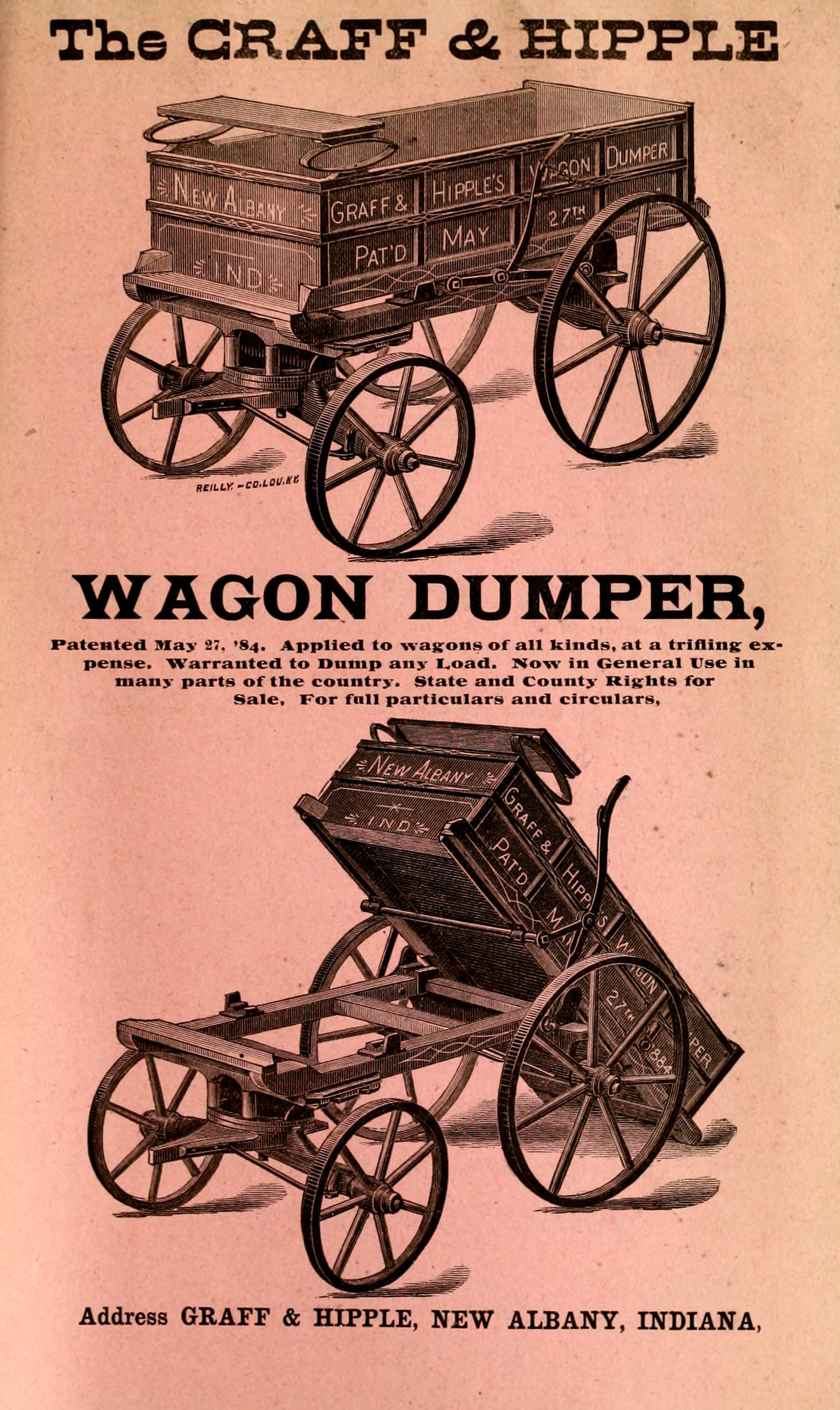
Uma carroça basculante.

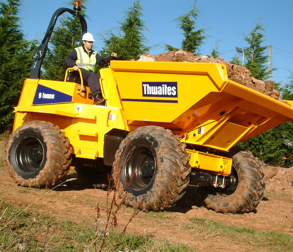
Um veículo tombador em ação.

O termo tombador (português europeu) ou basculante (português brasileiro) (do inglês dumper), quando aplicado a veículos, designa aqueles equipamentos utilizados para o transporte de materiais, os mais variados, como frutas, terra, concreto, lixo entre outros. 

## Características
Esses veículos podem ter tração animal ou usar motores a diesel, gasolina ou até mesmo gás, podendo ter basculamento por gravidade ou hidráulico. Ideal para o transporte horizontal pode tracionar carretas auxiliares e ter acessórios tais como engates, torres de iluminação, betoneira, misturadores, carregador, etc.
As capacidades dos veículos basculantes são variáveis, existindo desde 500 litros até equipamentos fora de estrada com capacidades de dezenas de toneladas.
Também são conhecidos como tombador (basculante ou caçamba no Brasil), equipamentos utilizados para fazer descarga de cereais, frutas, carvão e outros granéis em fábricas que fazem o processamento desses materiais. São empregados especialmente por grandes empresas do agronegócio e cooperativas agrícolas.

## Outros usos
Dumper também é a designação de alguns programas de computador, como também de válvulas desviadoras de fluxo.